# Gagrella testacea
Gagrella testacea is een hooiwagen uit de familie Sclerosomatidae.